# Thug Lord: The New Testament
Thug Lord: The New Testament – drugi studyjny album amerykańskiego rapera Yukmoutha. Został wydany 27 marca, 2001 roku. Album zadebiutował na 71. miejscu notowania Billboard 200.

## Lista utworów
| Nr | Tytuł                   | Producent(ci) | Goście                                                      | Czas  |
| -- | ----------------------- | ------------- | ----------------------------------------------------------- | ----- |
| 01 | "Old Testament" (Intro) | Mike Dean     | Mac Minister                                                | 01:08 |
| 02 | "Thug Lord"             | 7             |                                                             | 02:28 |
| 03 | "Oh Boy!"               | L. T. Hutton  |                                                             | 04:20 |
| 04 | "Clap Yo Hands"         | Damon Elliot  |                                                             | 05:06 |
| 05 | "Hi Maintenance"        | Mike Dean     | Lil' Mo                                                     | 04:41 |
| 06 | "Puffin' Lah"           | P Killer      |                                                             | 03:45 |
| 07 | "We Gone Ride"          | Rick Rock     | Outlawz                                                     | 05:33 |
| 08 | "Thug Money"            | 7             | Kool G Rap                                                  | 04:03 |
| 09 | "Do It Right"           | Mike Dean     | C-Bo, Phats Bossi                                           | 04:29 |
| 10 | "World's Most Hated"    | Mike Dean     |                                                             | 05:04 |
| 11 | "So Ignorant"           | Mr. Lee       | Kokane, Kurupt, Nate Dogg                                   | 04:30 |
| 12 | "Ooh! Ooh!"             | Mr. Lee       |                                                             | 04:00 |
| 13 | "Regime Killers 2001"   | Mike Dean     | Governor Matic, Mad Max, Phats Bossi, Poppa L.Q., Tech N9ne | 06:12 |
| 14 | "Smile"                 | Mike Dean     | C-Bo, CJ Mac                                                | 03:42 |
| 15 | "New Testament" (Outro) | Mike Dean     |                                                             | 05:41 |

## Notowania
| Notowanie (2001)                      | Najwyższa pozycja |
| ------------------------------------- | ----------------- |
| U.S. Billboard 200                    | 71                |
| U.S. Billboard Top R&B/Hip-Hop Albums | 17                |